# Stenurella hybridula
Stenurella hybridula är en skalbaggsart som först beskrevs av Edmund Reitter 1901.  Stenurella hybridula ingår i släktet Stenurella och familjen långhorningar.
Artens utbredningsområde är Portugal. Inga underarter finns listade i Catalogue of Life.